# 猶太新年

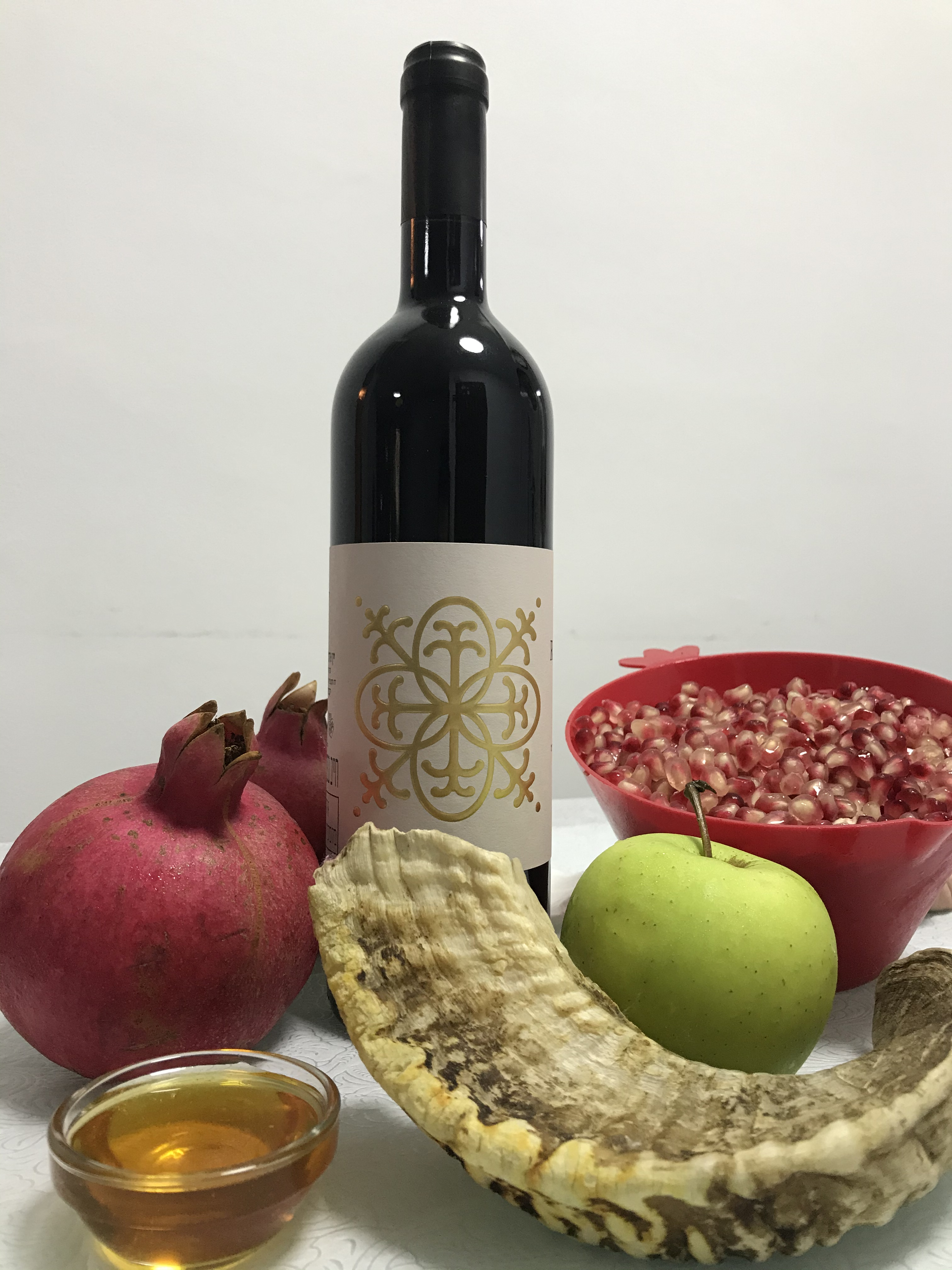
蜂蜜和苹果，以及浸在蜂蜜中的苹果，是犹太新年 Rosh HaShana 的象征之一

猶太新年（希伯來語: ‎ ro'sh ha-shānāh，歲首的意思）是提斯利月（希伯來曆：Tishrei）教曆七月、民曆首月的首日，是人、動物和具法律效力文件的新年，同時紀念上帝創造天地和亞伯拉罕以以撒向上帝祭獻。定於逾越節後的第163日。節日後的第十日為贖罪節。
由於希伯來曆是陰陽合曆而西曆是太陽曆，所以節日的日子每年不同。目前情形的不會早於9月5日（曾在1899年及於2013年出現）。2089年後就不會早於9月6日，亦不會晚於10月5日（曾在1967年及將於2043年出現）。
在《舊約聖經》《利未記》中，稱為吹角节或吹角日，在拉比文學和禮儀當中稱為審判日或紀念日。

## 語源探究
猶太新年被稱為Rosh HaShanah。Rosh（רֹאשׁ）在希伯來文中是「頭」的意思，ha（הַ）是希伯來文中的定冠詞（等同於英文中的"the"），而shanah（希伯來語：שָּׁנָה）是年的意思。所以希伯來文Rosh HaShanah所代表的就是一年之首，也用來指猶太曆的新年。
Rosh Hashanah這一詞在現今之中並沒有出現於五經（妥拉）。有關於猶太新年的記載在基督教聖經中出現於利未記23:24-25：「你曉諭以色列人說：七月初一，你們要守為聖安息日，要吹角作紀念，當有聖會。甚麼勞碌的工都不可做；要將火祭獻給耶和華。」此處所指「七月初一」也被稱為「吹角節」（Zikhron Teru'ah，希伯來語：זִכְרוֹן תְּרוּעָה）、聖安息日（shabbat shabbaton，希伯來語：שַׁבַּת שַׁבָּתוֹן）、倒數第二個安息日（penultimate Sabbath）、默觀安息日（meditative rest day）、及主日聖日（holy day to God)。民數記29:1稱這個節日為「吹角日」（Yom Teru'ah，希伯來語：יוֹם תְּרוּעָה）。

## 慶祝活動
- 庆祝新年的方式之一是去会堂参加新年宗教仪式，人们要进行三次祈祷，三次吹响羊角号，号声既表示对上帝的敬畏，也表示对上帝的信仰。虔诚的犹太教徒还要在午后到海边、河边或有流水的地方，举行赎罪仪式，诵读《圣经·弥迦书》中一节“将我们的一切罪投于深海”，三次摇动衣服的边，表示抛弃了罪孽而变得纯洁。有人还反省过去一年的罪过，用紙寫上，投入火中，表示洗清了自己的罪。

- 犹太新年尽管是敬畏和忏悔的日子，但却不应认为是痛苦和悲哀的日子，而应该是喜庆的日子，因为上帝对罪孽的赦免可以确保幸福的到来。全家人通常在这一日团聚，在新年晚宴上要吃苹果蜜饯和蘸有蜂蜜的面包，以象征今后一年的日子将会甜蜜幸福。人们还互送贺年片和新年礼物，不少人还外出旅游，以示欢乐。

- 正统和保守派犹太教徒通常庆祝两日，改革派犹太人则只庆祝一日。

- 到猶太會堂祈禱、吹用公羊角製成的號 (shofar)，提醒審判的到來。
- 食用圓麵包、沾蜂蜜的蘋果、魚頭和石榴，象徵甜蜜和一年的循環。
- 第一日下午拋石頭或麵包碎入流水中，象徵拋棄罪惡。
- 第二夜享用新收成的水果。
- 祝福語：Shana Tova (祝你有美好的一年)、Shana Tova Umetukah (祝你有美好甜美的一年)、ketiva ve-chatima tovah (直譯：祝你未來一年被寫得好和封得好)

## 参看
- 元旦